# Kiatisak Senamueang
Kiatisak Senamueang, en thaï : เกียรติศักดิ์ เสนาเมือง , né le 11 août 1973 à Udon Thani en Thaïlande, est un footballeur thaïlandais. 
Entre 1993 et 2007, il a joué 141 matchs et marqué 73 buts avec la sélection thaïlandaise. Certains de ces matchs ne sont pas reconnus par la FIFA qui comptabilise 130 sélections et 65 buts.